# 金台鎬
金 台鎬（キム・テホ、김태호、1962年1月3日〈陰暦1961年11月27日、戸籍上は1962年8月21日〉 - ）は、大韓民国の政治家。第18・19・21・22代国会議員。元居昌郡守、慶尚南道知事。本貫は商山金氏。

## 概要
居昌郡の農村地域の出身である。2004年6月6日から2010年6月30日まで慶尚南道知事（民選第3-4代）を務めた。知事退任後の2010年8月8日、李明博大統領より国務総理に指名されたが、就任を辞退した。その後、2011年4月の国会議員再補選に出馬して当選、2012年4月の総選挙で再選した。同年12月に予定されている大統領選挙のセヌリ党の大統領候補を決める党内予備選挙に立候補したが、当初から有力視されていた朴槿恵に大差をつけられて敗退した。2016年4月の総選挙には立候補しなかった。2018年6月13日に行われた第7回全国同時地方選挙の慶尚南道知事選挙に自由韓国党公認候補として立候補したが、得票率42.9%にとどまり、共に民主党の金慶洙（得票率52.8%）に大差で敗れて落選した。
全国市道知事協議会副会長、北韓大学院大学校招聘教授、慶南FCの球団主、慶尚南道ラムサール環境財団理事長でもあった。
2020年12月、地元で発生した居昌事件および山清・咸陽事件の遺族などの関連者に対する賠償金の支給を盛り込む法案を代表発議した。

## 経歴
- 1962年、居昌郡生まれ。
- 1977年 - 奨学生として居昌農業高校に進学[6]
- 1980年 - ソウル大学校農業教育科に進学。在学中、後に大統領となる金泳三の側近である金東英議員の家に下宿し、政治に対する感覚を養った[6]。
- 1985年 - 同修士課程に進学する。
- 1987年 - 同博士課程に進学する。
- 1990年 - 同大学、檀国大学校、大邱大学校講師[2]。
- 1992年 - 博士課程を修了する。
- 1998年 - 慶尚南道議員に当選し、本格的に政界入りした
- 2004年、慶尚南道知事の補欠選挙に当選。42歳での当選は道知事として最年少であった[6]
- 2006年 - 知事再選
- 2010年8月8日、既に辞意を表明していた鄭雲燦に代わる国務総理に指名される[7]。
- 2010年8月29日、国務総理への就任を辞退[8]。
- 2011年4月27日、慶尚南道金海市乙で行われた国会議員再補選で当選[9]。
- 2012年4月11日 - 第19代総選挙で再選（金海市乙）
- 2012年7月11日 - 大統領選挙への出馬を表明[10]。
- 2012年8月20日 - セヌリ党大統領候補予備選、朴槿恵と金文洙に次ぐ3位の支持に留まる。
- 2014年7月14日 - セヌリ党全党大会で党最高委員に選出[11]。
- 2018年6月13日 - 慶尚南道知事選に出たが、共に民主党の金慶洙（朝鮮語版）に敗れて落選した[4]。
- 2020年4月15日 - 第21代総選挙で故郷の山清郡・咸陽郡・居昌郡・陜川郡選挙区から3選。ただし、未来統合党側と選挙区について揉めたため、結局離党し無所属での出馬を強行した[12][13]。
- 2024年の第22代総選挙ではまた選挙区を変えて、梁山市乙選挙区から出馬することとなった[14]。

## 国務総理への指名と辞退
2010年8月8日に李明博大統領が内閣改造を行ない、金は国務総理に指名された。だが就任のために必要な国会承認に向けた人事聴聞会において以下のような疑惑を追及され混乱。8月29日に指名辞退に追い込まれた。もし金が就任していれば40代での首相就任は5人目、金鍾泌以来39年ぶりとなるはずだった。
- 泰光実業の会長だった朴淵次（朝鮮語版）から金品を受け取ったとされる疑惑（朴淵次ゲート疑惑）が取りざたされた。金本人は否定しており、検察は2010年1月に嫌疑なしとの結論を下している[16]。
- 慶尚南道知事時代の2005年、道庁予算で購入した車（SM7、2000万ウォン）を夫人が私的に使用し、公務員行動綱領に違反する行為と指摘されている[17][18]。燃料費を支払うと事実関係を認めている。
- 慶尚南道知事時代、道庁の職員を知事公邸の家事手伝いとして働かせており[18]、事実関係を認めている。
- 財産の申告漏れが指摘されており[18]、手違いがあったと認めている。

## エピソード
身長は186cmのかなりの長身で、しかも乳児の頃から体型が大きかった。
2012年11月、セヌリ党朴槿恵大統領候補中央選対委共同議長を務めた時、文在寅と安哲秀の単一化について「国民をガンギエイのX（男性生殖器を意味する言葉）と思う国民詐欺ショー」と表現したが、下品であるため金は後に「表現はやりすぎた」と謝罪した。
2020年の第21代総選挙の遊説の時、地元の居昌郡で「90歳に近い父親が非難を受けることを見て、このように選挙に出て父まで悪口を言われるなんて、私が本当に親不孝だ」と訴えた。
2020年12月、国民の力の議員数の減少につれ、100席までに減少すれば共に民主党側による改憲が可能になってしまうため、金および洪準杓などの無所属議員の復党を許すという声も出てきた。